# Дослидное (Одесская область)
Дослидное (укр. Дослідне) — посёлок, относится к Беляевскому району Одесской области Украины.
Население по переписи 2001 года составляло 656 человек. Почтовый индекс — 67622. Телефонный код — 4852. Занимает площадь 0,19 км². Код КОАТУУ — 5121080704.

## Местный совет
67622, Одесская обл., Беляевский р-н, с. Березань, ул. 70-летия Октября, 1